# Theloderma baibengense
Theloderma baibengense es una especie de anfibio anuro de la familia Rhacophoridae.

## Distribución geográfica
Esta especie es endémica del Tíbet en China. Es conocido solo por su localidad tipo, Beibung, en el xian de Medog. Su presencia es incierta en el área limítrofe en el estado de Arunachal Pradesh, India.

## Etimología
El nombre de la especie está compuesto de baibeng y del sufijo latino -ensis que significa "que vive, que habita", y se le dio en referencia al lugar de su descubrimiento, Beibung.

## Publicación original
- Fei, Hu, Ye & Huang, 2009: Fauna Sinica. Amphibia. vol. 2, Anura, Chinese Academy of Science.[2]